# Otto Schön (Politiker)

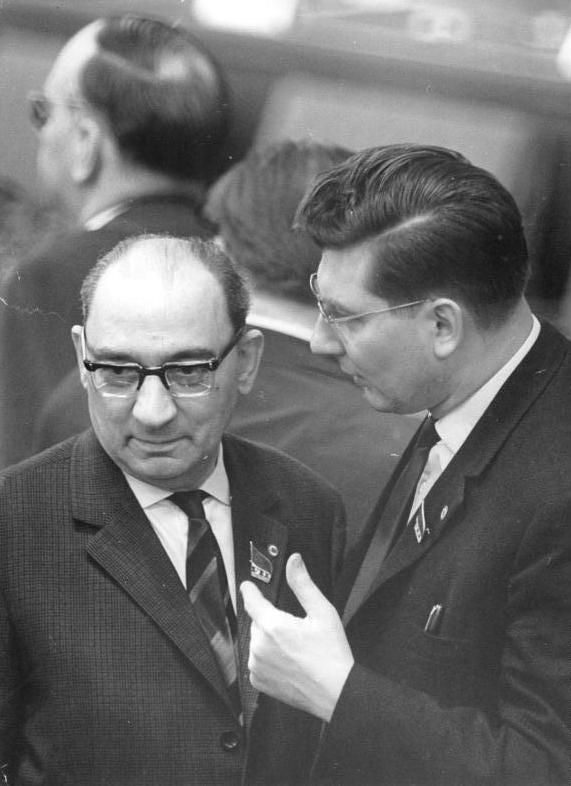
Otto Schön (links) mit Werner Lamberz, 1967

Otto Ernst Schön (* 9. August 1905 in Königsberg; † 15. September 1968 in Berlin) war Büroleiter des Politbüros des Zentralkomitees der SED in der DDR sowie Mitglied des Sekretariats des ZK der SED.

## Leben
Der Sohn einer Landarbeiterin und eines Töpfergesellen absolvierte nach dem Besuch der Volksschule in Königsberg und der Realschule in Berlin von 1920 bis 1923 eine Ausbildung zum Versicherungs- und Bankangestellten und arbeitete bis 1928 im Beruf in Berlin. Dort schloss er sich 1922 dem Kommunistischen Jugendverband Deutschlands, 1925 der Kommunistischen Partei Deutschlands (KPD) und der Roten Hilfe an. Nach der Tätigkeit als politischer Leiter des Verwaltungsbezirks Kreuzberg der KPD berief ihn das Zentralkomitee zum Mitglied der Bezirksleitung Ostsachsen der KPD. 1929 bis 1930 war Otto Schön als politischer Leiter des Unterbezirks Freital und nach 1930 als Sekretär der Roten Hilfe für Sachsen und später für den Oberbezirk Mitteldeutschland tätig. In dieser Zeit bekleidete er auch die Funktion des Vorsitzenden des Parteigerichts der sächsischen Parteiorganisation.
Von 1933 bis 1936 war er im Zuchthaus Bautzen und bis 1937 im KZ Sachsenburg inhaftiert. Danach arbeitete er als Metallhilfsarbeiter, wurde 1942 zur Wehrmacht eingezogen und 1943 verwundet entlassen. Seit Juli 1943 arbeitete er mit der Gruppe um Georg Schumann zusammen. Bis 1945 arbeitete er als kaufmännischer Angestellter in Leipzig und war erneut illegal politisch aktiv.
1945 war er Sekretär der KPD-Kreisleitung Leipzig, von 1946 bis 1947 nach der Zwangsvereinigung von SPD und KPD Leiter des SED-Kreisverbandes Dresden, von 1946 bis 1950 Stadtverordneter von Dresden und von 1947 bis 1950 Zweiter Sekretär des SED-Landesverbandes Sachsen. Auf dem III. Parteitag 1950 wurde er zum Mitglied des Zentralkomitees der SED und Mitglied des Sekretariats des ZK der SED gewählt, aus dem er im Zuge der Umbesetzung von Ämtern nach dem 17. Juni 1953 jedoch wieder ausschied. Er war von 1950 bis zu seinem Tod Büroleiter des Politbüros und wurde somit ein enger Mitarbeiter von Walter Ulbricht. Seit 1958 war er Abgeordneter der Volkskammer.

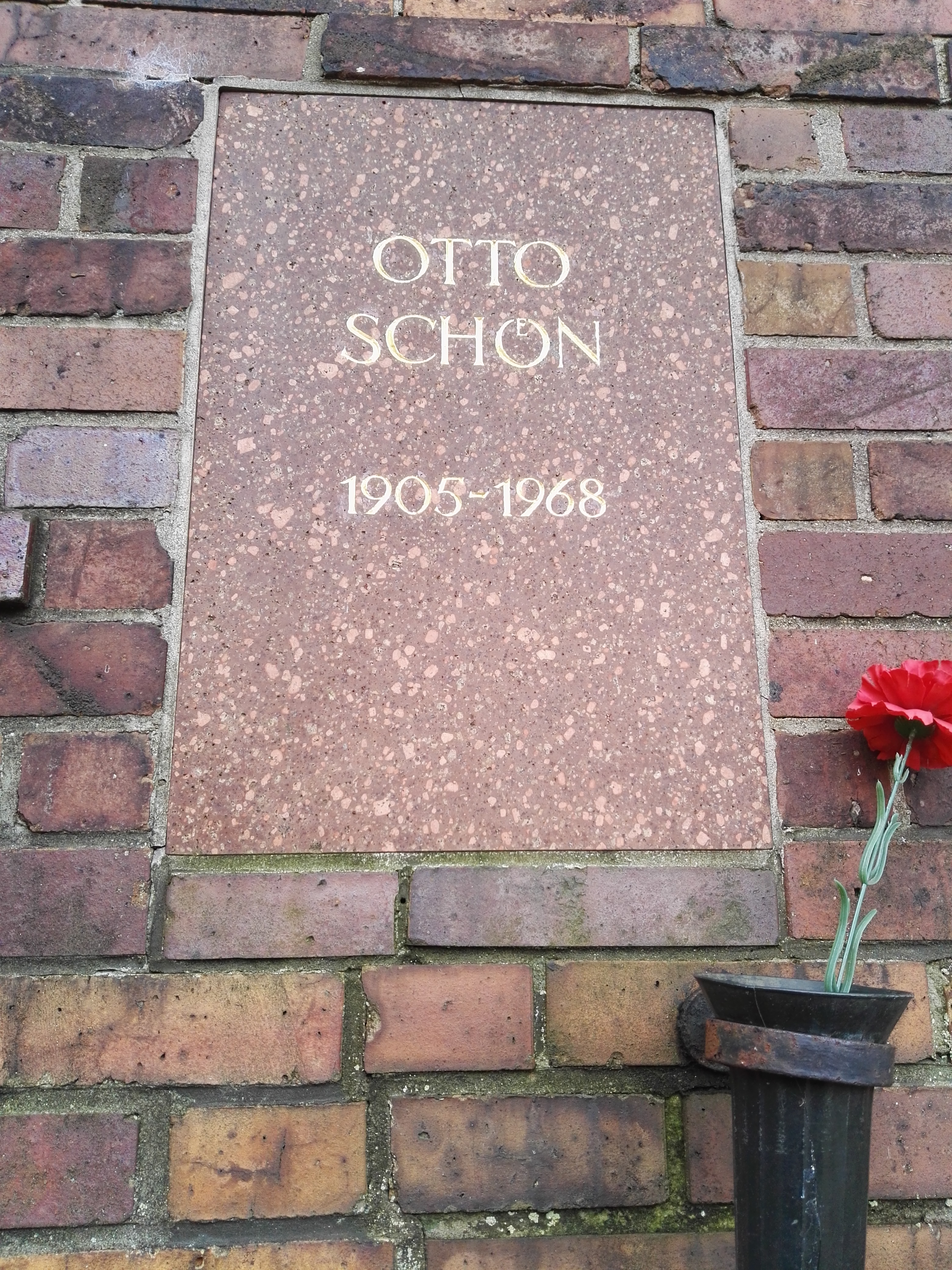
Grabstätte

Seine Urne wurde in der Gedenkstätte der Sozialisten auf dem Zentralfriedhof Friedrichsfelde in Berlin-Lichtenberg beigesetzt.

## Auszeichnungen und Ehrungen
- 1954 Orden des Staatsbanners der Koreanischen Volksdemokratischen Republik II. Klasse[2]
- 1955 Vaterländischer Verdienstorden in Silber
- 1957 Ernst-Moritz-Arndt-Medaille
- 1958 Medaille für Kämpfer gegen den Faschismus 1933 bis 1945
- 1964 Vaterländischer Verdienstorden in Gold[3]
- 1965 Karl-Marx-Orden
- 1985 Sonderbriefmarke zu Ehren Otto Schöns  in der Serie Persönlichkeiten der deutschen Arbeiterbewegung